# Pride (SCANDALの曲)
『Pride』（プライド）は、SCANDALの9枚目のシングル。2011年2月9日にエピックレコードジャパンから発売された。

## 概要
「Pride」は、TBS系アニメ『STAR DRIVER 輝きのタクト』のエンディングテーマ。「CUTE!」は、サンリオキャラクター「シナモロール」とのコラボレートソング。「Emotion」は、SCANDALの楽曲としては初のメンバー自作曲で、RINAが高校卒業前に曲作りを始め、最初にできた曲であるという。
初回特典として、『STAR DRIVER 輝きのタクト』のワイドキャップステッカーと、「別冊『超SCANDAL』Vol.6」を封入。

## 収録曲
1. Pride [4:31]
作詞：TOMOMI、田中秀典　作曲：田中秀典　編曲：川口圭太
2. CUTE! [4:31]
作詞：MAMI　作曲：田中秀典　編曲：川口圭太
3. Emotion [3:41]
作詞・作曲：RINA　編曲：宮永治郎、ユトリロン
4. Pride（Instrumental）